# Super Mario Bros. 3
Супер Марио Брос. 3 (енг. Super Mario Bros. 3) је платформна игра коју је развио Нинтендо и објавио за Нитендо Ентертејнмент Систем (НЕС). Објављен је у Јапану 23. октобра 1988, у Северној Америци 12. фебруара 1990, а у Европи 29. августа 1991. Развили су га Нитендо ентертејнмент анализа и развој, а водили су га Шигеру Миамото и Такаши Тезука.
Играчи контролишу водоинсталатере Мариа или Луиђија, који морају спасити принцезу Тоадстул и владаре седам различитих краљевстава од антагонистe Баузера. Као и у претходним Марио играма, они побјеђују непријатеље тако што их газе или користећи предмете који дају чаробне моћи; они такође имају нове способности, укључујући лет или клизање низ падине. Супер Марио Брос. 3 представља многе елементе који су постали Марио-ове спајалице, попут Баузерове деце (Копалингс) и мапе света за прелазак између нивоа.
Супер Марио Брос. 3 критичари сматрају једном од највећих видео игара свих времена.  То је трећа најпродаванија НЕС игра с више од 17 милиона примерака продатих широм света. Такође је инспирисала краткотрајну анимирану телевизијску серију под називом „Авантуре Супер Марио Брос. 3 (енг The Adventures of Super Mario Bros. 3)“. Направљена је за Супер НЕС као део Супер Марио Ол-Старс (енг Super Mario All-Stars) 1993. године и Гејм Бој Едвенс као Супер Марио Едвенс 4: Супер Марио Брос. 3 (енг Super Mario Advance 4: Super Mario Bros. 3 ) из 2003. Игра је поново објављена на Виртуалној конзоли. 19. септембра 2018. године игра је поново објављена на Нитендо Свич онлајн сервису.

## Игра
Супер Марио Брос. 3 је дводимензионална игра на платформи која се креће по страни у којој играч контролише или Мариа или Луиђија. Игра дели сличну механику играња са претходним играма у серији - Супер Марио Брос., Супер Марио Брос. 2 у Јапану и Супер Марио Брос. 2 (енг Super Mario Bros. 2 ) на међународном нивоу - истовремено уводећи неколико нових елемената. Поред трчања и скакања који се налазе у прошлим играма, играч може склизнути низ падине, подизати и бацати посебне блокове и пењати се низ винову лозу. Марио такође може летети и лебдети помоћу моћију.  Свет игре се састоји од осам краљевстава, а свако је подељено у више нивоа. Осам света имају различите визуелне теме: на пример, други свет, „Пустињска земља“, садржи нивое песка прекривене пирамидама, док нивои у четвртом свету, „Џиновска земља“, садрже препреке и непријатеље четири пута веће од њихових нормалних величина.
Играч се креће кроз два екрана: мапу преко света и игралишта на нивоу. Карта прекоморног света приказује горњи приказ тренутног краљевства и има неколико стаза које воде од светског улаза у дворац. Стазе се повезују са акционим плочама, тврђавама и другим иконицама карата и омогућавају играчима да се крећу различитим рутама да дођу до циља краљевства. Помицање лика на екрану на акциону плочу или тврђаву омогућиће приступ игралишту тог нивоа, линеарној бини препуној препрека и непријатеља. Већина игре се одвија на овим нивоима, с тим што играч прелази бину трчећи, скачући, летећи, пливајући и избегавајући или побеђујући непријатеље.   Играчи почињу са одређеним бројем живота и могу стећи додатне животе брањем зелених пегавих печурака сакривених у циглама или сакупљањем 100 новчића, победом неколико непријатеља у низу са шкољком Копа или успешно прескакајући непријатеља узастопно, без додиривања терена. Марио и Луиђи изгубе живот ако их нешто оштети док су мали, падну у јаму без дна или понестане времена. Игра се завршава када се изгубе сви животи, иако играч може наставити са последњег нивоа који се игра одабиром „Настави“.
Завршетак нивоа омогућава играчу да напредује кроз карту света и да прелази у наредни свет. Сваки свет има завршну фазу са шефом за пролаз. Првих седам света има летећи брод којим управља један од Копалингса, док се играч бори против Баузера у свом дворцу у осмом свету, као финални шеф. Остале иконе мапе укључују велике громаде и закључана врата која ометају стазе. Мини-игре и бонус екрани на мапи пружају играчу шансу да добије посебна појачања и додатне животе. Појачања која се добијају у овим мини играма се чувају у резерви док их играч не активира са екрана са мапом. 
Поред посебних предмета из претходних игара као што су Супер Печурка и Ватрени Цвет, уведена су и нова појачања која играчу пружају нове могућности. Супер Лист и Таноки одело које даје Мариу изглед ракуна, омогућавајући му да лети. Таноки одело омогућава му да се претвори у камен како би избегао непријатеље за кратко време. Промена у стату Танокија док скаче резултира тиме што Марио удара о земљу и убија све непријатеље који су директно под њим; ово је прва појава сада већ стандардног потеза „земљиног ударца“ у серији игара Марио. Ново „Жабље одело" повећава карактеру подводне брзине, окретности и висине скакања на копну. Још једно ново одело, Чекић одело, даје Мариу изглед  „Хамер Бро“. непријатеља и омогућава му да баца чекиће на непријатеље и брани га од напада ватре док чучи.
Супер Марио Брос. 3 укључује опцију за више играча која омогућава да два играча играју игру наизменично у навигацији кроз карту света и приступом нивоима позорнице. Први играч контролише Мариа, док други контролише Луиђија (Мариова замена). Кроз овај режим, играчи могу приступити неколико мини-игара, укључујући и римејк оригиналне аркадне игре Марио Брос., у којој један играч има прилику да украде карте другог, али може изгубити ред ако изгуби мини-игру . 

## Радња и ликови
Радња у Супер Марио Брос. 3 описан је у књижици са упутствима. Свет печурака, окружење игре, задесио је Копалингс, Баузерово седморо деце. Копалингс осваја свако од седам краљевстава, тако што краду чаробни штапић свога краља и помоћу њега га претварају у животињу. Принцеза Тоадстул шаље Мариа и Луиђи да путују у свако краљевство, да пронађу украдени штапић и врате свог краља у нормалу. 
Марио и Луиђи добијају белешке и посебне предмете од принцезе Тоадстул након што су спасили сваког од првих шест краљева. Када спасу седмог краља, они уместо тога добијају поруку од Баузера, хвалећи се да је он отео Тоадстул и затворио је у дворац сопственог царства, Мрачно краљевство.  Браћа путују кроз Мрачну земљу, улазе у његов дворац и у битки победе Баузера. Игра се завршава ослобађањем принцезе Тоадстул из дворца. 
Супер Марио Брос. 3 замишљен је као сценска представа. Насловни екран садржи сценску завесу која се отвара, а предмети у игри висе са модних писта, привију се на позадину или бацају сенке на обрис. Кад Марио заврши ниво, он сиђе са бине. 

## Развитак
Почетак развоја је наследио убрзо након изласка Супер Марио Брос система Фамиком Диск Систем Супер Марио брос. 2, (енг Super Mario Bros. 2 )  1986. године. Супер Марио Брос. 3 развио је Нитендо ентертејнмент анализа и развој, тим који се састојао више од десет људи. Игра је трајала више од две године да би се испунила   са буџетом од око 800 000 УСД.  Програмер Шигеру Миамото био је директор. Тесно је сарађивао са дизајнерима и програмерима током концептуалне и завршне фазе подстичући размену идеја. Миамото је сматрао да су интригантне и оригиналне идеје кључне за стварање успешне игре. У почетку је тим био намењен да се игра са изометријског становишта, али програмери су установили да то отежава позиционирање скокова, па је игра промењена у 2Д поглед са стране који се користио у претходним играма. Остају неки изометријски елементи, попут карираног пода који је присутан на насловном екрану.

Игра је дизајнирана тако да се свиђа играчима различитих нивоа вештина. Да би се помогло мање квалификованим играчима, бонуси и новчићи су обилнији у ранијим световима, док каснији светови представљају сложеније изазове за искусније играче. У режиму два играча, играчи наизменично окрећу како би уравнотежили време игре.  Развојни тим је представио нова појачања и концепте који ће Мариу појавити различита створења као средство којим ће му пружити нове способности. Прва идеја је Мариа променила у кентаура, али је одбачена у корист ракуновог репа са ограниченом летећом способношћу.   Другим костимима различитих способности додавани су његов репертоар, а нивои су дизајнирани да искористе те способности. Нови непријатељи су укључени да би додали разноликост игри, заједно са варијантама претходних непријатеља, као што су Гумбе, Хамер Брос., и Копа Тропас.
Неки непријатељи дизајнирани за Супер Марио Брос. 3 инспирисани су личним искуствима тима. На пример, Миамото је изјавио да се непријатељ Чаин Чомп, привезана лопта и ланчано биће које се залеће у играча у непосредној близини, базирао на „лошем [детињству] искуству" које је имао са псом. Баузерова деца, Копалингс, дизајнирана су тако да буду јединствена по изгледу и личности; Миамото је ликове базирао на седам својих програмера као почаст њиховом раду и напорима.   Амерички Нинтендо је назвао Копалингс по познатим музичарима: на пример, ликови „Лудвиг фон Копа" и „Рој Копа" су названи по Лудвигу ван Бетовену и Роју Орбисону.  Графика ликова је створена помоћу посебне графичке машине („Карактер генератор компјутер додатни дизајн“) која је створила колекцију графичких облика који се користе у игри. Облицима у колекцији додељени су бројеви којима је код игре коришћен за приступ и комбиновање ради формирања комплетних слика на екрану у стварном времену. Уложак Супер Марио Брос. 3 користи Нинтендов прилагођени ММЦ3 (контролер управљања меморијом) АСИЦ за побољшање НЕС могућности. ММЦ3 чип омогућава анимиране плочице, додатну РАМ меморију за дијагонално померање и линију за скенирање линија за поделу екрана. Игра користи ове функције за поделу екрана игре на два дела, игралиште на врху и статусну траку на дну. Ово омогућава да се горњи део помера док се лик креће по позорници, док доњи део остаје статичан да би приказао текст и друге информације. 
Као и његови претходници, музику у Супер Марио Брос. 3 компоновао је Конџи Кондо, који је написао неколико нових песама, као и повратне мелодије из Супер Марио Брос. Према Кондо-у, који је музику компоновао у Супер Марио Брос. веровао је да одговара нивоима, а не да се фокусира на компоновање одређеног музичког жанра, игра му је била најтежа игра коју је могао да компонује. Кондо је експериментисао са више различитих музичких жанрова, несигуран у томе како пратити музику из прве игре, након што је од неколицине људи чуо да звучи јако као латино или фусион музика,  и смислио је неколико различитих мелодија током свог развоја. пре него што се одлучио за оно што је на крају прешло у игру.  Развојни тим је одлучио да музика на насловном екрану није потребна. 
Током 1988., глобални недостатак РОМ чипова,  заједно са Нинтендовом припремом Супер Марио Брос 2, спречио је Нинтендо да изводи различита издања игара у Северној Америци у складу са својим оригиналним распоредом. Одложени производи укључују Супер Марио Брос. 3 и, према Нинтендо Повер, Зелда 2: Авантура везе. (енг Zelda II: The Adventure of Link) Кашњење је, међутим, Нинтендо-у пружило прилику да промовише игру у играном филму. 1989. Том Полацк из Универзал Студија се обратио Нинтендо-у из америчког маркетиншког одељења у вези филма о видео играма; инспирисан Нинтендо такмичењима за видео игре, Полацк је осмислио верзију Томи-а за видео игре за млађу публику. Нинтендо је лиценцирао своје производе за укључивање у оно што ће постати филм Чаробњак. Током продукције филма, редитељи су затражили и добили одобрење од Нинтендо-а у погледу сценарија и приказивања игара компаније. Супер Марио Брос. 3 био је један од производа приказаних у филму и коришћен је у финалној сцени у којој је учествовало такмичење у видео играма. Филм је објављен у децембру 1989. године, између издања игре у Јапану и Северној Америци.

## Оцене
Супер Марио Брос. 3 је похвалила штампа видео игре. Сматрало се да је то једна од најбољих игара које су објављене за НЕС. Уредници рачунарских и видео игара Пол Ранд, Тим Боне и Франк Оконор доделили су игри 98/100, хвалећи је због игре, поновљивости, звука и графике. Боне је прокоментарисао да је игра скоро беспрекорна у својој крајње „невероватној веродостојности и апсолутно је немогуће одложити ништа мање од противпожарног аларма, па чак и тада наиђете на то да превазиђете шансе." Ранд је назвао Супер Марио Брос. 3 најбољом видео игрицом икад, етикетирајући је „Мона Лиса гаминга „ и изјавио да је „невероватно сјајна у сваком погледу, облику и форми." Оконор је изјавио да игра „чини да је Јеж Соник изгледа попут мокрог недељног јутра, па чак и даје подршку Супер Фамиком Супер Марио свету за сав свој новац."  
Јапанска публикација Фамитсу дала му је оцену 35 од 40. Јулиан Ригнал из компаније Мин Машинс назвао је Супер Марио Брос. 3 „најбољом видео игром" коју је икада играо, наводећи њену зависност, дубину и изазов. Мат Реган, који је прегледао други Мин Машинс, претпоставио је да ће игра бити најпродванија у Уједињеном Краљевству и поновио је Ригнал-ове похвале називајући је „заиста сјајном игром". Реган је даље изјавио да је игра нудила елементе који су тестирали играчеве „мозгове(размишљања) и рефлексе", и да иако је графика једноставна, они су били „невероватно разнолики". У прегледу игре, Нинтендо Повер јој је дао високе оцене у графици, звуку, изазовима, игри и уживању. Предмети сакривени у нивоима игре, попут варп звиждука, били су добро прихваћени: Ригнал их је сматрао делом зависности од игре, а Шеф је изјавио да проналажење њих пружа осећај задовољства.
| Укупан резултат  | Укупан резултат | Укупан резултат | Укупан резултат    | Укупан резултат    | Укупан резултат    |
| ---------------- | --------------- | --------------- | ------------------ | ------------------ | ------------------ |
| Оцењивачи        | Оцењивачи       | Оцењивачи       | Резултати          | Резултати          | Резултати          |
| ГејмРенкингс     | ГејмРенкингс    | ГејмРенкингс    | 97.50% (6 утисака) | 97.50% (6 утисака) | 97.50% (6 утисака) |
| Резултати утиска |                 |                 |                    |                    |                    |
| Публикација      | Публикација     | Публикација     | Резултат           | Резултат           | Резултат           |
| ЦВГ              | ЦВГ             | ЦВГ             | НЕС: 98/100        | НЕС: 98/100        | НЕС: 98/100        |
| Фамитсу          | Фамитсу         | Фамитсу         | 35/40              | 35/40              | 35/40              |
| ГејмСпот         | ГејмСпот        | ГејмСпот        | Вии: 9/10          | Вии: 9/10          | Вии: 9/10          |
| ИГН              | ИГН             | ИГН             | Вии: 9.5/10        | Вии: 9.5/10        | Вии: 9.5/10        |
| Мин Машинс       | Мин Машинс      | Мин Машинс      | НЕС: 98%           | НЕС: 98%           | НЕС: 98%           |

Критика се фокусирала на одређене аспекте игре. Ригнал је описао аудио и визуелне садржаје као застареле у поређењу са играма на Мега Дриве / Генесис и Супер НЕС (последња платформа је већ покренута у другим регионима до изласка Супер Марио Брос. 3 у Европи).

### Награде
Супер Марио Брос. 3 добио је универзално признање модерних критичара који га сматрају једном од најбољих игара свих времена и појавио се на многим топ листама игара. Игра је представљена на листи најбољих 30 најбољих игара на свету Нинтендо Повер-а на броју 20 у септембру 1989. Неколико месеци касније ушао је у топ 10 листе и стигао до броја један у мају 1990. Супер Марио Брос. 3 остао је у првих 20 више од пет година. Више од деценије касније, магазин је рангирао игру број шест на њиховој листи 200 највећих игара Нинтендо. У августу 2008. године Нинтендо Повер је Супер Марио Брос. 3 нашао као другу најбољу видео игрицу НЕС-а, похваливши га што је направио серију сложенијом и увео нове способности које су од тада постале способности потписа у серији. Игра је била на 11. месту, иза Супер Марио Брос., у „100 највећих Нинтендо игара свих времена“ службеног Нинтендо магазина. Еџ је размотрио Супер Марио Брос. прва игра продана је у 40 милиона примерака, али је испоручена заједно са НЕС. Похвалили су карту света као елегантну алтернативу менију за избор нивоа. Године 2007, Скруватак је назвао Супер Марио Брос. 3 најбољом Марио игром у серији као и најбољом игром на НЕС-у, наводећи графику, појачање, тајне и популарност, резимирајући их као „само невероватно" и наводећи, „ ако нисте искусили ову величину, ми вас жалимо. У анкети коју је спровео Денгеки, игра је била повезана са Супер Марио Ворлд-ом као трећом видео игром коју су први пут играли њихови читаоци.  Гејмсрадар га је такође назвао најбољом НЕС игром, рекавши да је Супер Марио Брос. 3, док је Супер Марио Брос. дефинисао свој жанр, усавршио. 
Године 1997. Електроник гејминг монтли рангирао је Ол-Старс издање као другу најбољу конзолну игру свих времена (иза само Тетрис-а), рекавши да је „ерију вратила коренима, али проширила оригиналну игру на сваки начин замислив. Ниједна друга игра будући да је успео да оживи дух авантуре и очараности који су пронађени у Марио 3.  Игра је сврстана на неколико ИГН-ових листа „ топ игара ". 2005. године оценили су га 23. местом у Топ 100 игара, и похвалили прецизну и интуитивну контролу. 
Уредници ИГН-а из Сједињених Држава, Уједињеног Краљевства и Аустралије у својим Топ 100 играма 2007. заузели су прво место Супер Марио Брос. Они су даље коментарисали да се игра побољшала на „већ сјајним концептима“ претходних игара са новим појачањима и непријатељима. Корисници и читаоци веб странице поставили су игру високо на сличним листама: 32. у 2005. и 21. у 2006.   ГејмИнформер је 2009. ставио Супер Марио Брос. 3 девету на своју листу „Топ 200 игара свих времена", рекавши да је то „игра са невероватном дуготрајном снагом коју ускоро нећемо заборавити".  Ово је једно место у односу на ранији ГејмИнформер 2001. године. 
Еџ је игру 20. ставио на листу „100 најбољих игара које се играју данас „ називајући је „једном 8-битном игром која и дан данас блиста, а нису потребни никакви упозорења.“  УГО је поставио Супер Марио Брос. на њихов списак „Топ 50 игара које припадају 3ДС-у", називајући га „Вероватно највећом Марио игром икад направљеном."  ГејмСпот је ставио игру на листу најбољих игара свих времена.  Усгамер је игру рангирао као трећег најбољег Марио платформинга икад.  Супер Марио Брос. 3 заузео је 34. место на листи „Научно доказано најбоље видео игре свих времена“ Варп Зонед-а, статистичку метанализу 44 листе „најбољих игара“ објављених између 1995. и 2016. 

### Продаја
Супер Марио Брос. 3 постао је најпродаванија игра. Његово укључивање у Чаробњак послужило је као преглед који је створио висок ниво ишчекивања у Сједињеним Државама пре његовог објављивања.  Леви Буцханан из ИГН-а сматрао је појаву Супер Марио Брос 3 у филму елементом крађе представе, а филм је споменуо као "90-минутну рекламу" за игру.  Игра се продала у 250.000 примерака у прва два дана објављивања, према портпаролу Нинтендо-а.  До 1993. године игра је продала 4 и 7 милиона неразврстаних јединица у Јапану и Сједињеним Државама. Само у Сједињеним Државама, игра је створила више од 500 милиона америчких долара прихода за Нинтендо. Аутор Давид Шеф прокоментарисао је да је, у погледу музичке индустрије, игра ишла 11 пута платинасто.  Игра је касније у пакету са новим НЕС системима. Укључујући у пакету јединице, НЕС верзија игре продата је у преко 17 милиона примерака.  
ГејмИнформер је у свом издању за октобар 2009 известио да је верзија Виртуал Конзола продала милион примерака. Од 2011. године, Супер Марио Брос. 3 остаје највећа до сада незаштићена кућна видео-игра, са 1,7 милијарди долара прилагођених инфлацији. 

## Ауторитет
Супер Марио Брос. 3 представио је неколико елемената пренесених у наредне Марио игре. Слична карта света се користи у Супер Марио Ворлд и Нови Супер Марио Брос., а Марио је летео значајка у играма као што су Супер Марио Ворлд, Супер Марио 64 и Супер Марио Галакси.  Ставка „Супер Лист" игре се вратила у новијим Марио играма за Нинтендо 3ДС, попут Супер Марио 3Д Ланд, Марио Карт 7 и Нови Супер Марио Брос. 2. Баузерова црвена коса прво је популаризована у игри и од тада је постала део његовог стандардног изгледа. 
Кроз сарадњу НБЦ-а и Нинтендо-а из Америке, 1990. године ДИЦ Ентертаинмент је креирао анимирану телевизијску серију, Авантуре Супер Марио Брос. 3. Емисија се емитовала сваке седмице и садржавала је бројне ликове, непријатеље и поставке из видео игре; оригиналним седам Копалингс-а дају се различита имена на основу њихових личности, а добијају се и добни редоследи.  И остали Нинтендо производи укључују различите елементе игре. Музика из Супер Марио Брос. 3 појављује се као нумера на Нинтендо звучна селекција Коопа, збирци песама из Нинтендо игара. Фазе и графика игре садрже позадинску тему у Нинтендо ДС игри из 2006. године Тетрис ДС.  Копалингс су такође светски шефови у Супер Марио Ворлд, Марио недостаје !, Јошијев Сафари, Хотел Марио и све нове игре Супер Марио Брос. осим Нови Супер Марио Брос.  Боом Боом, још један шеф из ове игре, се поново појављује у Супер Марио 3Д Ланд и Супер Марио 3Д Ворлд, заједно са женским колегом из бумеранга, именом Пом Пом.  Супер Марио Брос. 3 је једна од игара представљених као теме и у Супер Марио Креатор-у и у Супер Марио Креатор-у 2.  
Почетком деведесетих, програмери игара Џон Кармарк и Том Хал развили су адаптивну технологију за освежавање плочица како би извели глатку, бочну скролујући графику на ЕГА картицама за клонирање личних рачунара ИБМ. Користили су га за развој клона Супер Марио Брос. 3 и представили га Нинтендо-у, који га је одбио да задржи ексклузивност својих игара на Нинтендо конзолама. Кармарк и Хал наставили су софтвер и развили Командер кен, серију платформских игара инспирисаних Супер Марио Брос. 3.     
На конференцији програмера игара 2007, Хенри Ловод, кустос универзитета на Станфорду, заједно са дизајнерима игара Варен Спектор и Стивом Меретзкијем, академским истраживачем Матеом Битантијем и новинаром игара Кристофером Грантом, назвао је Супер Марио Брос. 3 једном од 10 најважнијих видео игара свих времена, да је члан „канона игре“ чији су изазивачи предати Конгресној библиотеци због „културног или историјског значаја“.   Њујорк тајмс је известио да је Грант сматрао да је његова укљученост услед тога што је нелинеарна игра игре "ослонац савремених игара" и како омогућава играчу да се креће уназад и напред у нивоима. 

### Римејкови
Игра је пренесена или преправљена на неколико других Нинтендо конзола. Укључена је 1993. године Супер НЕС игра Супер Марио Ол-Старс, компилација римејка НЕС Супер Марио игара са ажурираном графиком и звуком,  која је такође објављена на Вии-у 2010. године.  Верзија Гејм Бој Едвенс, Супер Марио Едвенс 4: Супер Марио Брос. 3 (енг Super Mario Advance 4: Super Mario Bros. 3 ), објављена је 2003. Ова верзија садржи подршку за периферну јединицу e-Reader Нинтендо, која омогућава играчу приступ додатним нивоима периферним на e-Reader картицама, у поред ажуриране графике, појачања и звука. 
Супер Марио Брос. 3 објављен је у емулацији као преносива игра виртуалне конзоле 2007. за Вии, а 2014. за Нинтендо 3ДС и Вии У конзоле.   Једна је од тридесет унапред инсталираних игара на NES Classic Edition конзоли, и налази се на Нитендо Свич онлајн сервису.  .

## Спољашне везе
- Супер Марио брос. 3 (верзија Виртуалне конзоле ) на Нитендо сајту
- Супер Марио брос. 3 НинДБ
- Супер Марио брос. 3